# Debidwar
Debidwar è un sottodistretto (upazila) del Bangladesh situato nel distretto di Comilla, divisione di Chittagong. Si estende su una superficie di 238,36 km² e conta una popolazione di 431.352  abitanti (censimento 2011).